# Teah Dennis
Teah Baysah Dennis (ur. 7 maja 1992 w Monrovii) – liberyjski piłkarz grający na pozycji środkowego obrońcy. W swojej karierze rozegrał 40 meczów i strzelił 1 gola w reprezentacji Liberii.

## Kariera klubowa
Karierę piłkarską Dennis rozpoczął w klubie LPRC Oilers. W sezonie 2009 zadebiutował w jego barwach w pierwszej lidze liberyjskiej. W latach 2010–2013 występował w Barrack Young Controllers FC. W sezonie 2012 zdobył z nim Puchar Liberii, a w sezonie 2013 sięgnął po dublet - mistrzostwo i Puchar Liberii.
W 2013 roku Dennis przeszedł do jordańskiego Al-Ahli Amman. W sezonie 2015/2016 zdobył z nim Puchar Jordanii. W 2016 roku grał w malezyjskim Sarawak FA, po czym wrócił do Al-Ahli i spędził w nim sezon 2016/2017. W sezonie 2017/2018 występował w Al-Hussein Irbid.
W 2018 roku Dennis wrócił do Barrack Young Controllers. W sezonie 2018 wywalczył z nim mistrzostwo i Puchar Liberii. W 2019 roku przeszedł do indyjskiego Southern Samity Kolkata, a w 2020 do innego klubu z Indii, Punjab FC. W sezonie 2020/2021 grał w Watanga FC, a w sezonie 2021/2022 w Monrovia Club Breweries.

## Kariera reprezentacyjna
W reprezentacji Liberii Dennis zadebiutował 26 marca 2011 roku w przegranym 2:4 meczu kwalifikacji do Pucharu Narodów Afryki 2012 z Republiką Zielonego Przylądka, rozegranym w Praii. Od 2011 do 2021 wystąpił w kadrze narodowej 40 razy i strzelił 1 gola.